# Euphyia deblonayi
Euphyia deblonayi är en fjärilsart som beskrevs av Karl Schawerda 1927. Euphyia deblonayi ingår i släktet Euphyia och familjen mätare. Inga underarter finns listade i Catalogue of Life.